# Tubificoides bermudae
Tubificoides bermudae är en ringmaskart som beskrevs av Råsmark och Erséus 1986. Tubificoides bermudae ingår i släktet Tubificoides och familjen glattmaskar. Inga underarter finns listade i Catalogue of Life.